# Araneus mauensis
Araneus mauensis este o specie de păianjeni din genul Araneus, familia Araneidae, descrisă de Caporiacco, 1949.
Este endemică în Kenya. Conține o singură subspecie: A. m. ocellatus.